# Julián Gayarre
Sebastián Julián Gayarre Garjón (Roncal, Navarra, 9 de enero de 1844 - Madrid, 2 de enero de 1890), artísticamente Julián Gayarre, fue un tenor español «cuyo timbre de voz le llevó a ser considerado el mejor tenor de su época».

## Biografía

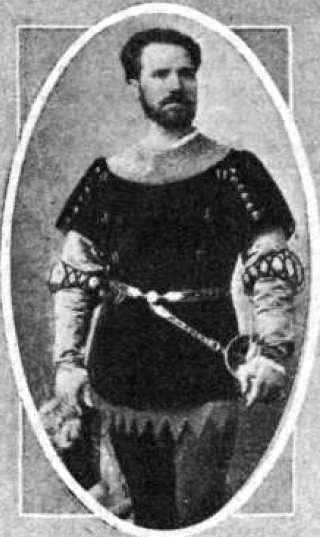
Gayarre en su debut en La Scala en 1876

Nació el martes 9 de enero de 1844 en Roncal (Navarra), España, en el seno de una familia humilde, hijo de Mariano Gayarre y María Ramona Garjón. Después de abandonar la escuela, una vez terminados los estudios elementales, con tan solo trece años, comenzó a ganarse la vida como pastor.
Dos años después su padre decide enviarlo a Pamplona, para trabajar como dependiente de un pequeño establecimiento. Aquí es donde se produce su primer contacto con la música, dejando el negocio abandonado para seguir a una banda de música que pasó desfilando por delante de la tienda. Esto le supuso el despido y la vuelta a Roncal.
Posteriormente, trabajó en una forja en Lumbier, que dejó a los dieciocho años, cuando decidió regresar a Pamplona para trabajar como herrero en la empresa de Salvador Pinaqui Ducasse hasta 1865. 
Se cuenta que Gayarre tenía por costumbre cantar mientras trabajaba, por lo que un compañero le ofreció apuntarse al recién creado Orfeón Pamplonés que dirigía Joaquín Maya, quien lo admitió como primer tenor, al escuchar la voz del joven Gayarre. Así entró en contacto con el mundo del solfeo de la mano del método de Hilarión Eslava, maestro navarro de Burlada, quien, tras llevarlo a Madrid y darle clases junto con el tenor Antonio Cordero, lo ayudó a marchar al Conservatorio de Madrid como becario, donde ganó el segundo premio de canto en 1868.
Con veinticinco años, y tras ser rechazado por el maestro Gaztambide, regresó fracasado a Pamplona.
Sus protectores y amigos de Pamplona le consiguieron una beca de la Diputación Foral de Navarra que lo llevó a estudiar a Milán (Italia), donde alcanzó un éxito clamoroso en apenas tres meses. A partir de ese momento su carrera fue imparable.
Triunfó en Bolonia, Roma, en la Ópera de San Petersburgo (donde cantó por primera vez su ópera predilecta, La favorita), Moscú, Viena... Su consagración definitiva llegó el 2 de enero de 1876, en La Scala de Milán con La favorita, obra que lo colocó como primer tenor del mundo. 

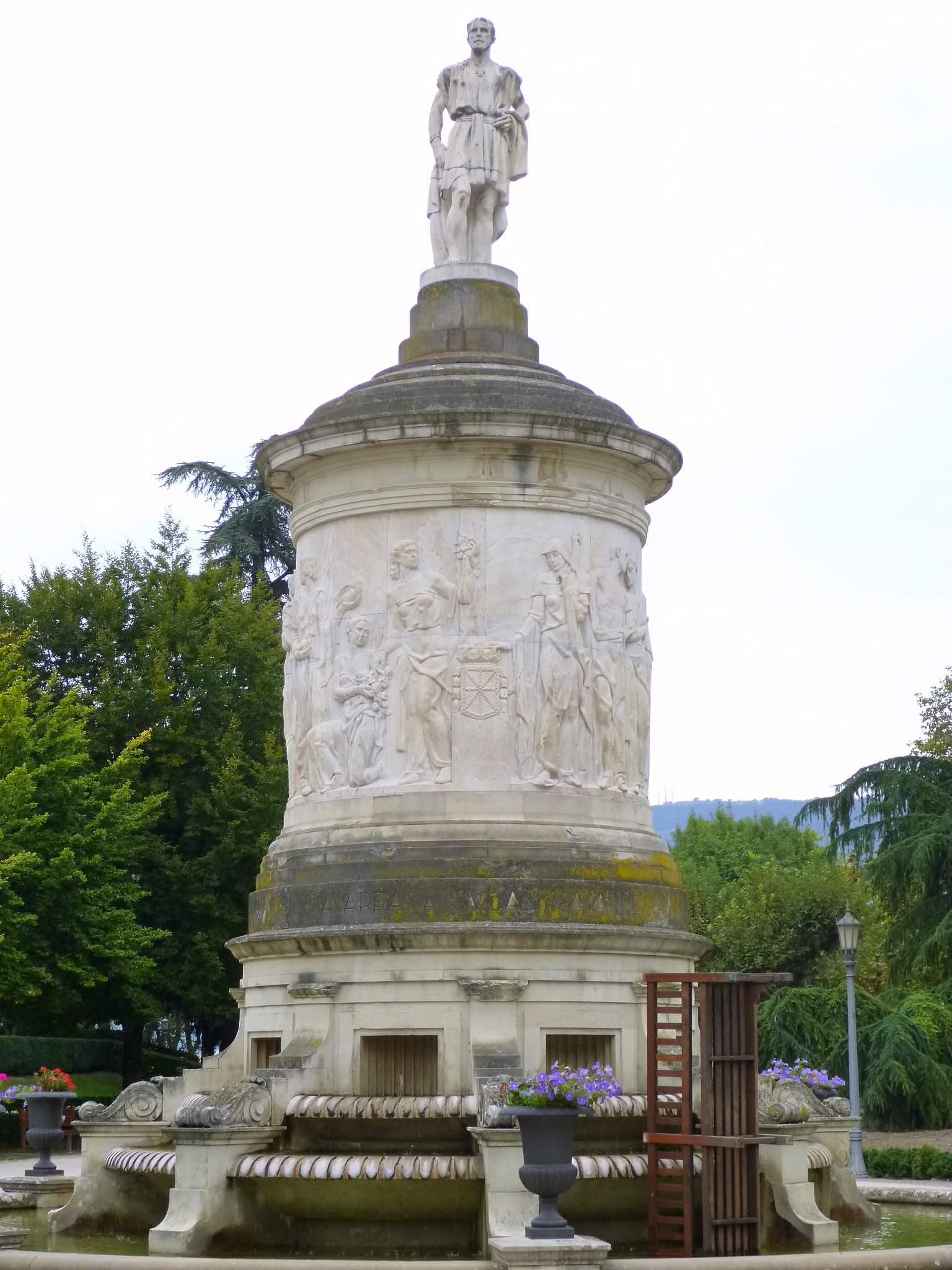
Monumento a Gayarre del escultor Fructuoso Orduna y el arquitecto Víctor Eusa en el Parque de la Taconera de Pamplona, 1950.

Sus actuaciones en Londres, Buenos Aires, Austria, Alemania, el Teatro Real de Madrid, Sevilla, Liceo de Barcelona, Nápoles, la Ópera de París... le valieron el sobrenombre de «senza rivali, le Roi du chant».

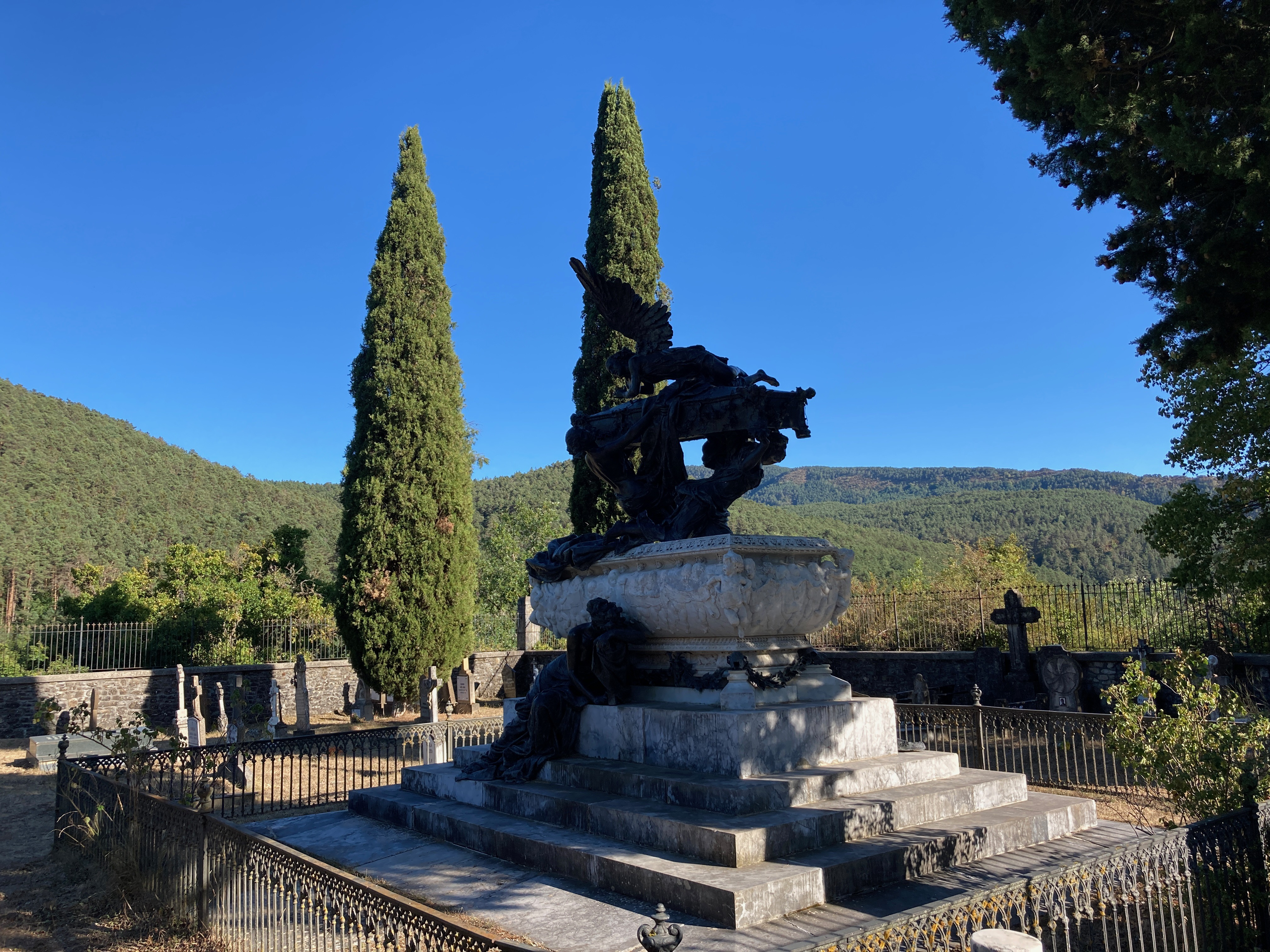
Mausoleo de Julián Gayarre en Roncal, obra de Mariano Benlliure.

En diciembre de 1889, en Madrid, accedió a cantar Los pescadores de perlas, a pesar de encontrarse enfermo con una bronconeumonía gripal, la entonces llamada epidemia de gripe rusa, enfermedad mortal en la época que causó medio millón de víctimas en todo el mundo. Salió a escena y al atacar una nota aguda se le quebró la voz y sufrió un desvanecimiento. Cayó en una profunda depresión que, unida a la fiebre extrema que debilitaba su cuerpo, lo llevó a la muerte a las 4:25 de la madrugada del jueves 2 de enero de 1890, a los 45 años de edad, en Madrid.
Julián Gayarre murió soltero, pero se sabe que tuvo una hija con la soprano María Mantilla que se llamó como su madre y a la que Gayarre no olvidó en su testamento.
En Roncal, su pueblo natal, se encuentra el panteón-mausoleo erigido en su honor, obra de Mariano Benlliure. Allí es donde descansa su cuerpo embalsamado. Antes de su embalsamamiento los doctores que lo siguieron durante su enfermedad le extrajeron la laringe (puede verse la Casa-Museo dedicada al cantante en Roncal). El amor que sintió por su pueblo natal lo llevó a financiar la construcción de las escuelas y del frontón y a regalar al médico local un completo maletín médico con el instrumental quirúrgico de última generación necesario para un médico rural.
Se discute mucho acerca de la existencia de grabaciones sonoras del propio Gayarre. Aunque no se conoce ninguna actualmente, sí es cierto que podrían existir pues ya se habían inventado técnicas de grabación y comercializado lo suficiente como para poder llegar hasta él.

## Homenajes y reconocimientos

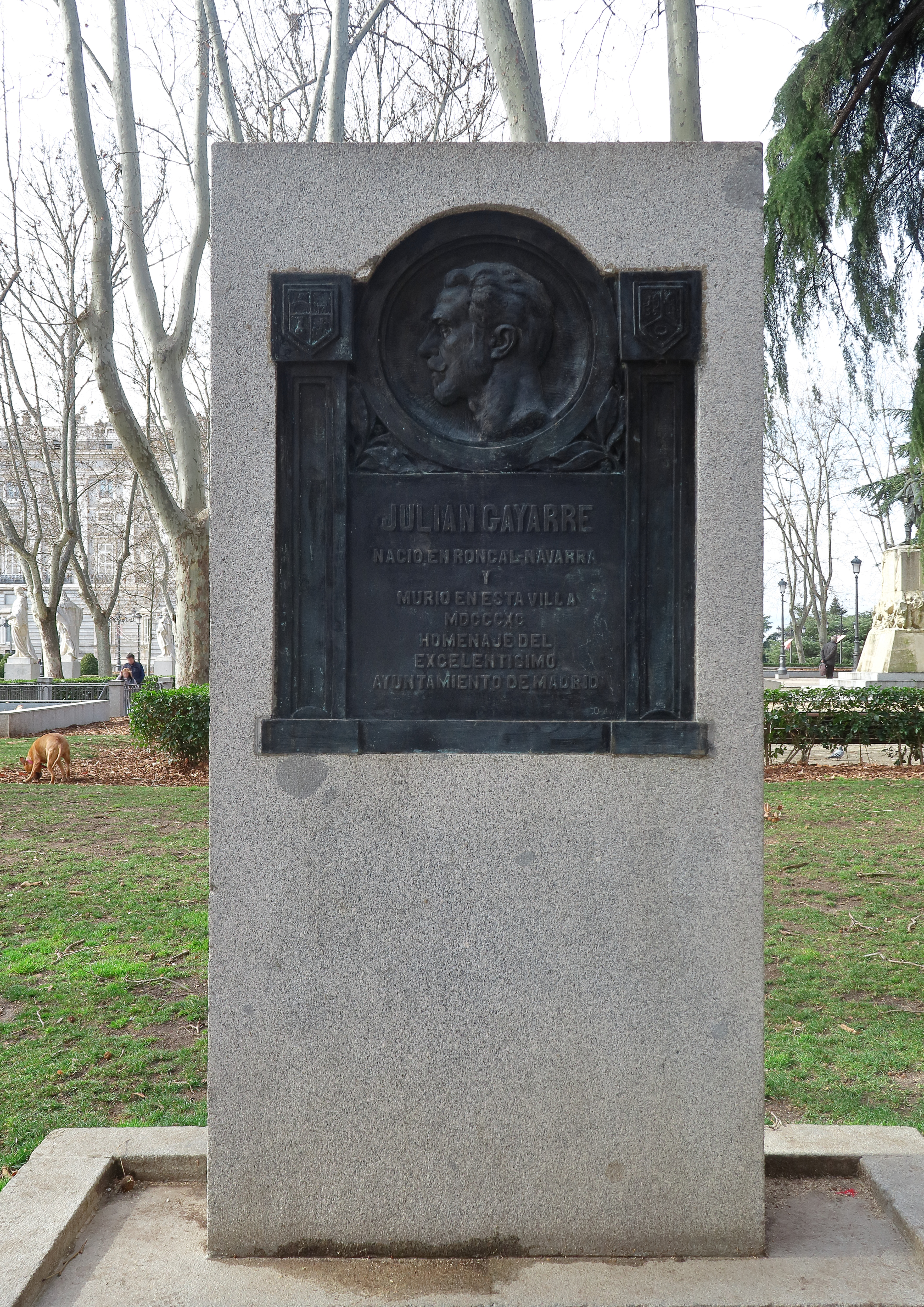
Monumento a Gayarre en la Plaza de Oriente de Madrid

- En 1902 se inauguró en Pamplona el Teatro Gayarre en memoria del tenor.

- Los siguientes ayuntamientos españoles le han dedicado calles y plazas:

| Localidad         | Provincia   | Nombre                  |
| ----------------- | ----------- | ----------------------- |
| Ablitas           | Navarra     | Calle Julián Gayarre    |
| Andosilla         | Navarra     | Calle Julián Gayarre    |
| Ayegui            | Navarra     | Calle Julián Gayarre    |
| Azagra            | Navarra     | Plaza de Gayarre        |
| Badalona          | Barcelona   | Calle Julián Gayarre    |
| Barcelona         | Barcelona   | Calle Gayarre           |
| Bilbao            | Vizcaya     | Avenida Julián Gayarre  |
| Carcastillo       | Navarra     | Calle Gayarre           |
| Castejón          | Navarra     | Calle Julián Gayarre    |
| Cintruénigo       | Navarra     | Calle Gayarre           |
| Ciudadela         | Menorca     | Vía Julián Gayarre      |
| Cortes            | Navarra     | Calle Gayarre           |
| Dos Hermanas      | Sevilla     | Calle Julián Gayarre    |
| Funes             | Navarra     | Calle Julián Gayarre    |
| Fustiñana         | Navarra     | Calle Julián Gayarre    |
| Lerín             | Navarra     | Calle Julián Gayarre    |
| Lodosa            | Navarra     | Calle Gayarre           |
| Madrid            | Madrid      | Calle Julián Gayarre    |
| Málaga            | Málaga      | Calle Julián Gayarre    |
| Marcilla          | Navarra     | Calle Julián Gayarre    |
| Mélida            | Navarra     | Calle Gayarre           |
| Mendavia          | Navarra     | Calle Gayarre           |
| Milagro           | Navarra     | Calle Gayarre           |
| Murchante         | Navarra     | Calle Gayarre           |
| Obanos            | Navarra     | Calle Julián Gayarre    |
| Olazagutía        | Navarra     | Plaza Julián Gayarre    |
| Palma de Mallorca | Mallorca    | Calle Julián Gayarre    |
| Pamplona          | Navarra     | Calle Julián Gayarre    |
| Pedro Muñoz       | Ciudad Real | Calle Julián Gayarre    |
| Peralta           | Navarra     | Calle Julián Gayarre    |
| Rada              | Navarra     | Calle Gayarre           |
| Ribaforada        | Navarra     | Calle Gayarre           |
| Roncal            | Navarra     | Paseo de Julián Gayarre |
| San Adrián        | Navarra     | Calle Gayarre           |
| Santurce          | Vizcaya     | Calle Julián Gayarre    |
| Sestao            | Vizcaya     | Calle Julián Gayarre    |
| Tudela            | Navarra     | Calle Gayarre           |
| Valencia          | Valencia    | Calle Julián Gayarre    |
| Valtierra         | Navarra     | Calle Julián Gayarre    |
| Villafranca       | Navarra     | Calle Gayarre           |
| Zaragoza          | Aragón      | Calle tenor Gayarre     |

- Busto del escultor Mariano Benlliure en el Museo Nacional del Teatro de Almagro (Ciudad Real)

- 1923 - Monumento en Madrid. Plancha en bronce - relieve, del escultor Fructuoso Orduna.

- 1916 - Monumento busto en piedra en el frontón de Roncal obra del escultor Fructuoso Orduna Lafuente. En 1952 fue sustituido por otro busto en bronce del mismo escultor. Actualmente, está en el jardín anexo a la Casa-Museo.

- 1924 - Relieve en la fachada del edificio de la Casa-Museo Julián Gayarre obra de Fructuoso Orduna. La lápida se sufragó por suscripción popular.

- 1950 - Monumento en el parque de la Taconera (Pamplona). La parte escultórica es obra del escultor Fructuoso Orduna, y del arquitecto Víctor Eusa. El monumento mide 10 metros de diámetro y 11 metros de alto.

- 1999 – Busto obra del escultor Antonio Loperena en la calle Gayarre de Tudela.

- En la colonia Héroe de Nacozari, en la alcaldía Gustavo A. Madero, en el norte de la Ciudad de México, una calle lleva su nombre.

## Filmografía
Diferentes episodios de la vida de Julián Gayarre han sido adaptados al cine
- 1934 — se estrena la película El canto del ruiseñor dirigida por Carlos San Martín y protagonizada por José Romeu basada en la obra de teatro La muerte del ruiseñor.[10]
- 1959 — Gayarre dirigida por Domingo Viladomat y protagonizada por el tenor canario Alfredo Kraus.[11]
- 1986 — José María Forqué dirigió Romanza final (Gayarre), protagonizada por el tenor José Carreras.[12]